# Debra Feuer
Debra Feuer est une actrice américaine de cinéma et de télévision née le 12 janvier 1959 à Las Vegas (Nevada) aux États-Unis.

## Biographie
Debra Feuer est la fille du musicien Ron Feuer et de la danseuse Rusty Feuer. Son frère, Ian Feuer, a été footballeur professionnel en Belgique et en Angleterre.
Feuer obtient son baccalauréat au lycée Chaparral à Las Vegas.
Elle a été mariée à l'acteur et scénariste Mickey Rourke de 1981 à 1989. Elle est maintenant mariée au caméraman Scott Fuller, avec qui elle a une fille, Jessica Ruby Fuller, née en 1998.

## Filmographie

### Films
- 1978 : Le temps d'une romance de Jane Wagner
- 1980 : The Hollywood Knights de Floyd Mutrux
- 1985 : Police fédérale, Los Angeles
- 1986 : Il burbero de Franco Castellano et Giuseppe Moccia
- 1988 : Homeboy de Michael Seresin
- 1990 : Night Angel de Dominique Othenin-Girard
- 1992 : Under Cover of Darkness de Walter Pitt

### Téléfilms
- 1978 : Lacy and the Mississippi Queen de Robert Butler
- 1978 : Li'l Abner in the Dogpatch Today
- 1981 : Drapeau rouge - L'ultime manœuvre de Don Taylor
- 1989 : Desperado: The Outlaw Wars de E.W. Swackhamer

### Télévision
- 1977 : Starsky et Hutch
- 1978 : L'île fantastique
- 1978 : La croisière s'amuse
- 1978 : Embarquement immédiat
- 1979 : Shérif, fais-moi peur
- 1981 : Hardcase
- 1985 : MacGruder et Loud
- 1985 : Beyond Reason
- 1987 : Les incorruptibles de Chicago
- 1988 : Deux flics à Miami